# West Indies Tri-Series 2016
Die West Indies Tri-Series 2016 war ein Drei-Nationen-Turnier, das vom 3. bis zum 26. Juni 2016 in den West Indies im One-Day Cricket ausgetragen wurde. Bei dem zur internationalen Cricket-Saison 2016 gehörenden Turnier nahmen neben dem Gastgeber die Mannschaften aus Australien und Südafrika teil.

## Vorgeschichte
Für alle drei Mannschaften sind es die ersten Spiele der Saison.

## Format
In einer Vorrunde spielt jede Mannschaft gegen jede andere drei Mal. Für einen Sieg gibt es vier, für ein Unentschieden oder No Result zwei Punkte. Des Weiteren wird ein Bonuspunkt vergeben, wenn die siegreiche Mannschaft eine um 1,25-mal größere Run Rate hat, als die unterlegene. Die beiden Gruppenersten qualifizieren sich für das Finale und spielen dort um den Turniersieg.

## Stadien
Die folgenden Stadien wurden für das Turnier als Austragungsort vorgesehen und am 23. Oktober 2015 festgelegt.
| Stadt      | Land                | Stadion             | Kapazität | Spiele               |
| ---------- | ------------------- | ------------------- | --------- | -------------------- |
| Basseterre | St. Kitts und Nevis | Warner Park Stadium | 10.000    | 4.–6. ODI            |
| Bridgetown | Barbados            | Kensington Oval     | 31.000    | 7.–9. ODI und Finale |
| Georgetown | Guyana              | Providence Stadium  | 20.000    | 1.–3. ODI            |

## Kaderlisten
Australien benannte seinen Kader am 30. März, Südafrika am 6. Mai und die West Indies am 19. Mai 2016.
| ODI | ODI | ODI |
| West Indies | Australien | Südafrika |
| --- | --- | --- |
| - Jason Holder (K) - Sulieman Benn - Carlos Brathwaite - Darren Bravo - Jonathan Carter - Johnson Charles - Andre Fletcher - Shannon Gabriel - Sunil Narine - Ashley Nurse - Kieron Pollard - Denesh Ramdin (wk) - Marlon Samuels - Jerome Taylor | - Steve Smith (K) - David Warner (VK) - George Bailey - Scott Boland - Nathan Coulter-Nile - James Faulkner - Aaron Finch - John Hastings - Josh Hazlewood - Travis Head - Usman Khawaja - Nathan Lyon - Mitchell Marsh - Glenn Maxwell - Mitchell Starc - Matthew Wade (wk) - Adam Zampa | - AB de Villiers (K) - Kyle Abbott - Hashim Amla - Farhaan Behardien - Quinton de Kock (wk) - JP Duminy - Faf du Plessis - Dean Elgar - Imran Tahir - Morne Morkel - Chris Morris - Wayne Parnell - Aaron Phangiso - Kagiso Rabada - Rilee Rossouw - Tabraiz Shamsi |

## Aufwärmspiele
| 25. Mai Scorecard | Bridgetown | Barbados Select 290-8 (50)          | – | West Indies 240 (47.1) |
|                   |            | Barbados Select gewinnt mit 50 Runs |   |                        |

| 27. Mai Scorecard | Cave Hill | West Indies 200-9 (45/45)             | – | Barbados Select 201-6 (42.5/45) |
|                   |           | Barbados Select gewinnt mit 4 Wickets |   |                                 |

| 27. Mai Scorecard | Port of Spain | South Africans 280-9 (50)  | – | WICB President’s XI 127-3 (24.1/24.1) |
|                   |               | Unentschieden (D/L method) |   |                                       |

## Spiele

### Vorrunde
Tabelle
| Teams       | Sp. | S | N | U | R | NR | BP | Punkte | NRR    |
| ----------- | --- | - | - | - | - | -- | -- | ------ | ------ |
| Australien  | 6   | 3 | 2 | 0 | 0 | 1  | 1  | 15     | +0.383 |
| West Indies | 6   | 3 | 3 | 0 | 0 | 0  | 1  | 13     | +0.155 |
| Südafrika   | 6   | 2 | 3 | 0 | 0 | 1  | 2  | 12     | −0.460 |

Sieg: 4 Punkte; Remis: 2 Punkte
Spiele
| 3. Juni Scorecard | Georgetown | Südafrika 188 (46.5)              | – | West Indies 191-6 (48.1) |
|                   |            | West Indies gewinnt mit 4 Wickets |   |                          |

| 5. Juni Scorecard | Georgetown | West Indies 116 (32.3)           | – | Australien 117-4 (25.4) |
|                   |            | Australien gewinnt mit 6 Wickets |   |                         |

| 7. Juni Scorecard | Georgetown | Südafrika 189-9 (50)          | – | Australien 142 (34.2) |
|                   |            | Südafrika gewinnt mit 47 Runs |   |                       |

| 11. Juni Scorecard | Basseterre | Australien 288-6 (50)          | – | Südafrika 252 (47.4) |
|                    |            | Australien gewinnt mit 36 Runs |   |                      |

| 13. Juni Scorecard | Basseterre | Australien 265-7 (50)             | – | West Indies 266-6 (45.4) |
|                    |            | West Indies gewinnt mit 4 Wickets |   |                          |

| 15. Juni Scorecard | Basseterre | Südafrika 343-4 (50)           | – | West Indies 204 (38) |
|                    |            | Südafrika gewinnt mit 139 Runs |   |                      |

| 19. Juni Scorecard | Bridgetown | Südafrika 8-0 (1) | – | Australien |
|                    |            | No Result         |   |            |

| 21. Juni Scorecard | Bridgetown | West Indies 282-8 (50)           | – | Australien 283-4 (48.4) |
|                    |            | Australien gewinnt mit 6 Wickets |   |                         |

| 24. Juni Scorecard | Bridgetown | West Indies 285 (49.5)           | – | Südafrika 185 (46) |
|                    |            | West Indies gewinnt mit 100 Runs |   |                    |

### Finale
| 26. Juni Scorecard | Bridgetown | Australien 270-9 (50)          | – | West Indies 212 (45.4) |
|                    |            | Australien gewinnt mit 58 Runs |   |                        |